# Arbo Valdma
Arbo Valdma (Pärnu, Estonija, 20. veljače 1942.) je estonski pijanist i glasovirski pedagog.
Od 1992. god. je profesor u Kölnu, Njemačka, na Hochschule für Musik. Školovao se u Tallinnu u Estoniji. Podučavao ga je Bruno Lukk, koji je bio učenik Arthura Schnabela i Paula Hindemitha. Na Konzervatoriju u Moskvi je magistrirao i doktorirao u klasi Nine Emelyanove, učenice Samuela Feinberga. 1970. imenovan je višim predavačem klavira na Državnom konzervatoriju u Tallinnu, a od 1979. je predavao klavir i klavirsku pedagogiju na Univerzitetu u Novom Sadu.
Od 1984. Arbo Valdma je predavao na Univerzitetu u Beogradu, gdje je bio pročelnik klavirskog odjela od 1984. do 1992. Od 1989. do 1992. bio je dekan Fakulteta za klavir pri Umjetničkoj akademiji Univerziteta u Novom Sadu. Arbo Valdma je izvodio koncertne programe - recitale, komornu glazbu, te je nastupao s orkestrom pod ravnanjem N. Järvija, K. Sanderlina, E. Klas, A. Jansons i A. Rabinowich, gostujući diljem Europe, u Australiji, te snimajući. Prof. Valdma je producirao mnogo televizijskih emisija, kako u ulozi izvođača, tako i u ulozi redatelja.
Autor je teoretskih članaka o klavirskoj pedagogiji. Prof. Valdma je jedan od osnivača EPTA-e, (European Piano Teachers Association, 1988.). Počasni je predsjednik EPTA Srbije i Estonije. 1991. god. prof. Valdmi je dodijeljena titula "doctor honoris causa" Estonske glazbene akademije. Njegovi su učenici pobjednici najistaknutijih međunarodnih klavirskih natjecanja (Ženeva, Beč - Beethoven, Bruxelles - Kraljica Elisbeta, Leeds, München - ARD, Vevey - C. Haskil, Köln - F. Chopin, Sydney, Washington i dr. Njegovi su učenici bili: Jasminka Stančul, Rita Kinka, Nataša Veljković, Aleksandar Madžar, Zoltan Peter, Đorđe Milojković, Vladimir Valjarević, Dorian Leljak, Dejan Sinadinović i mnogi drugi.
Tražen kao predavač na međunarodnim majstorskim radionicama, Arbo Valdma je vodio više od 90 tečajeva od 1984.(redovito na Guildhall School London, u Heidelbergu, u Dubrovniku na Ljetnoj školi EPTA-e, na Estonskoj glazbenoj akademiji u Tallinnu i na Europskoj akademiji za glazbu i lijepe umjetnosti Montepulciano) u Moskvi, Rimu, Saloni, Sarajevu, Zagrebu, Kaushiungu, Ohridu, Bad Sobernheimu, Kolnu, Orlandu, Las Vegasu (na Konferencijama svjetske klavirske pedagogije) i drugdje.